# Marpesia chiron

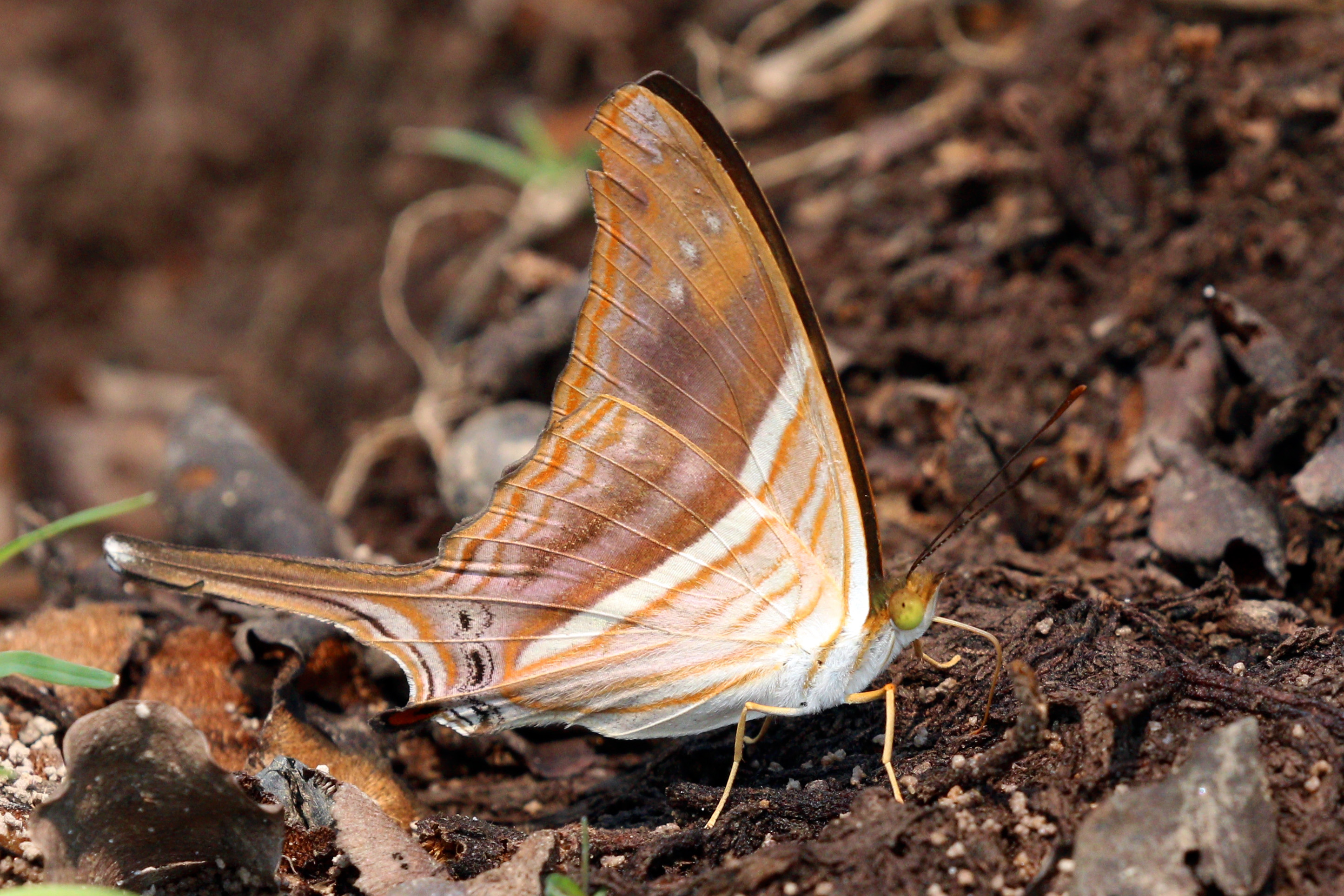
Flügelunterseite

Marpesia chiron ist ein in Mittel- und Südamerika vorkommender Schmetterling (Tagfalter) aus der Familie der Edelfalter (Nymphalidae).

## Merkmale

### Falter
Die Flügelspannweite der Falter beträgt 54 bis 67 Millimeter. Ein Sexualdimorphismus liegt nicht vor. Bei beiden Geschlechtern ist die Grundfarbe der Oberseite aller Flügel dunkelbraun. Über sämtliche Flügel verlaufen mehrere gelbbraune Querstreifen. Nahe dem Apex heben sich einige kleine weißliche Flecke ab. Am Analwinkel befindet sich ein kleiner roter Fleck. Die Flügelunterseiten zeigen in der äußeren Region eine braune Farbe. Sie sind in der Basalregion weißlich gefärbt und mit orangefarbenen Streifen durchzogen. Am Außenrand der Hinterflügel befindet sich ein Paar langer spitzer Schwänze. Im englischen Sprachgebrauch wird die Art als Many-banded Daggerwing (Vielstreifiger Dolchflügel) bezeichnet.

### Raupe
Ausgewachsene Raupen sind orangegelb gefärbt und mit rötlich braunen Querstreifen, schwarzen Rückenlinien und vielen stacheligen Scoli versehen. Am Kopf befinden sich zwei schwärzliche Hörner.

### Puppe
Die Puppe ist als Stürzpuppe ausgebildet, hat einen grauweiß gefärbten, mit kurzen Stacheln bestückten Thorax und einen rotbraunen Hinterleib. Die Flügelscheiden zeigen schwarze, der Kopf orangefarbene Flecke.

## Vorkommen und Lebensraum
Marpesia chiron kommt in Mittelamerika und weiter südlich bis nach Argentinien vor. Die Art ist auch auf den Großen Antillen heimisch. Einwanderungen wurden aus dem Süden von Texas sowie aus Kansas und Florida gemeldet. In Mexiko, Ecuador und Surinam ist sie durch die Unterart Marpesia chiron marius, auf Kuba durch Marpesia chiron chironides vertreten. Die Art besiedelt bevorzugt tropische Waldgebiete und Flussufer. Die Höhenverbreitung liegt zwischen dem Meeresspiegel und 2500 Metern.

## Lebensweise

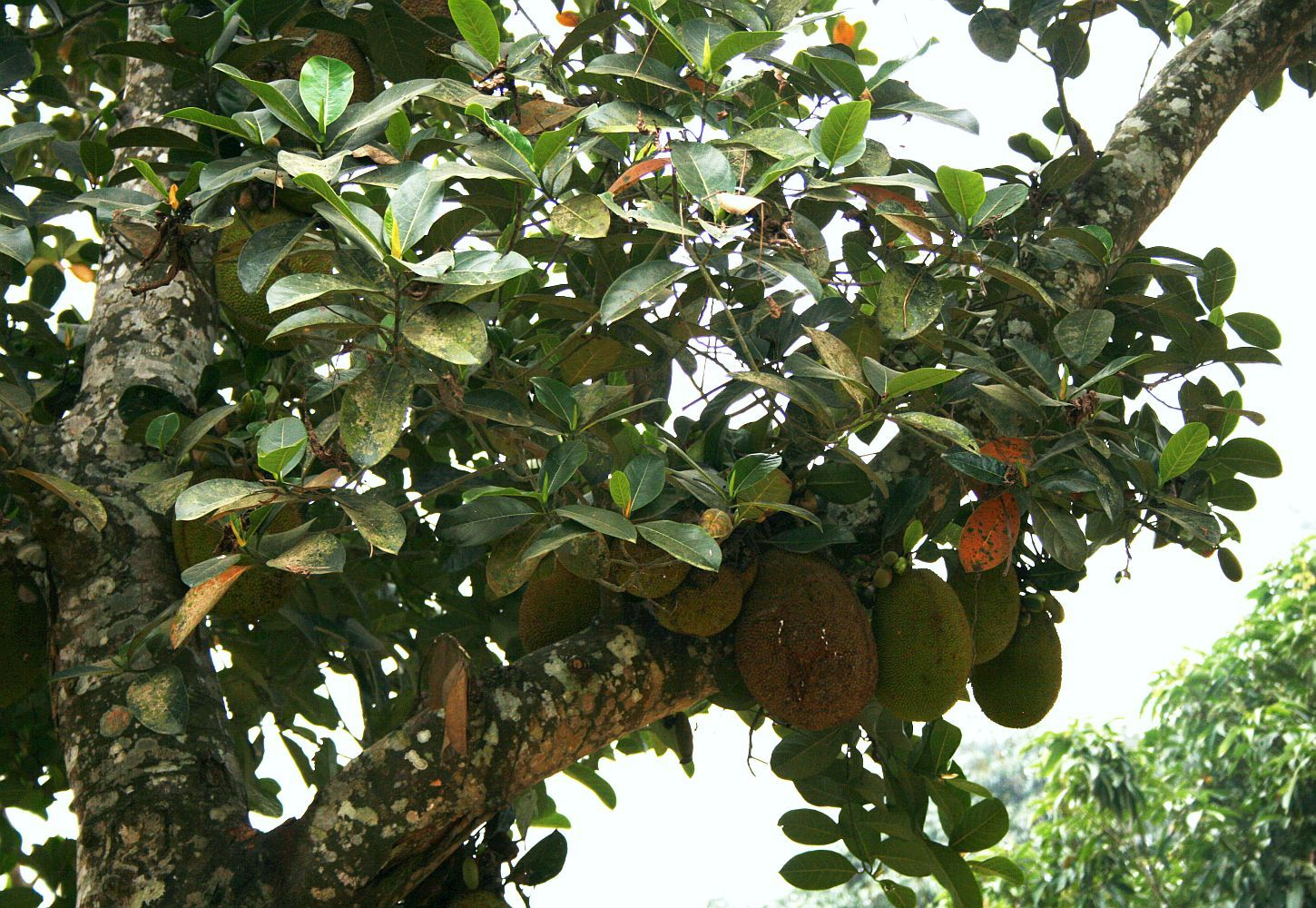
Die Blätter des Jackfruchtbaums, eine Nahrung der Raupen

Die Falter sind in Südamerika in allen Monaten des Jahres anzutreffen. In Florida erscheinen sie im Juni und Juli, in Texas im Februar sowie zwischen Juli und Oktober. Während die Weibchen gerne Nektar an Blüten saugen, bevorzugen die Männchen feuchte Erdstellen oder Exkremente, um Flüssigkeit und Mineralstoffe aufzunehmen. Die Weibchen verbringen den Tag überwiegende im oberen Bereich von Bäumen und werden demzufolge selten beobachtet. In der Nacht bilden die Falter oftmals gesellige Schlafgemeinschaften, in denen sich bis zu 15 Tiere unter Baumästen hängend zusammenfinden. Die Raupen ernähren sich von den Blättern des Jackfruchtbaums (Artocarpus heterophyllus) sowie von Brosimum-, Brotfruchtbaum- (Artocarpus), Milicia- und Feigen-Arten (Ficus). In Südamerika ergibt sich bei den Faltern zuweilen eine explosionsartige Vermehrung, als deren Folge umfangreiche Wanderbewegungen stattfinden. Ein ähnliches Verhalten wurde auch bei Marpesia furcula beobachtet.